# Bulbophyllum rolfei
Bulbophyllum rolfei é uma espécie de orquídea (família Orchidaceae) pertencente ao gênero Bulbophyllum. Foi descrita por Carl Ernst Otto Kuntze e Gunnar Seidenfaden em 1979.